# 双河乡 (梨树县)
双河乡，是中华人民共和国吉林省四平市梨树县下辖的一个乡镇级行政单位。

## 行政区划
双河乡下辖以下地区：
于大壕村、三合堡村、范家屯村、杨船口村、陈大窝堡村、刘家炉村、腰窝堡村、柳家屯村、三道岗子村、平安村、王木铺村、双顶子村和刘家屯村。